# Megachile stolzmanni
Megachile stolzmanni là một loài Hymenoptera trong họ Megachilidae. Loài này được Radoszkowski mô tả khoa học năm 1893.